# Courtney LaPlante
Courtney LaPlante (26 de febrero de 1989 en Victoria, Canadá) es una cantante canadiense, conocida por ser la vocalista de la banda canadiense de metal experimental Unicron (2008 - 2012), posteriormente vocalista de la banda de  metalcore estadounidense iwrestledabearonce y actualmente de Spiritbox.

## Carrera musical
Courtney inició su carrera musical el año 2008, donde junto a su hermano conformó una banda de metal experimental llamada Unicron, en donde ella era la vocalista y tecladista y con quienes lanzaron un EP llamado Powerbomb. La banda el año 2012 se separa y este mismo año la banda iwrestledabearonce se queda sin vocalista debido a que Krysta Cameron deja la banda por su embarazo. Es ahí donde llega Courtney LaPlante a reemplazarla en algunas giras y para finales del mismo año, Mike Martin, bajista de la banda, confirma que Courtney se convierte en miembro permanente de la banda ya que Krysta tomó la decisión de pasar más tiempo junto a su familia.
Durante su permanencia con la banda, lanzaron dos discos de estudio, Late for Nothing lanzado el año 2013 y Hail Mary emitido el 2015. El 2017, Courtney junto a su esposo Mike Stringer, también miembro de la banda, cansados de ser considerados como miembros de reemplazo, deciden tomar diferentes rumbos iniciando la banda metalcore Spiritbox. Junto a esta nueva banda lanzan su primer álbum de estudio homónimo el 2017.

## Discografía

### Con iwrestledabearonce
Álbumes de estudio
- Late for Nothing (2013)
- Hail Mary (2015)

### Con Spiritbox
Álbumes de estudio
- Eternal Blue (2021)
- Tsunami Sea (2025)

EPs
- Spiritbox (2017)
- Singles Collection (2019)
- Rotoscope (2022)
- The Fear of Fear (2023)

### Con Unicron
EPs
- Powerbomb (2010)

## Premios y nominaciones

### FemMetal Awards
| Año  | Trabajo nominado              | Categoría       | Resultado |
| ---- | ----------------------------- | --------------- | --------- |
| 2021 | Courtney LaPlante (Spiritbox) | Mejor vocalista | Nominada  |